# Wallflower
Wallflower ist ein Lied des britischen Pop-Rock-Musikers Peter Gabriel aus dem Jahr 1982.

## Entstehung und Veröffentlichung
Das Lied wurde von Peter Gabriel geschrieben und von Frühling 1981 bis Sommer 1982 mit den Manor Mobile Studios und in Gabriels damaligem Tonstudio in Ashcombe House, Swainswick, Somerset und in den Crescent Studios in Bath aufgenommen. Gabriel zeichnete darüber hinaus, zusammen mit David Lord, für die Produktion verantwortlich.
Wallflower erschien am 6. September 1982 auf dem vierten regulären Solo-Studioalbum Peter Gabriel (Security). Der Song wurde darüber hinaus im Dezember 1982 in den Niederlanden als Single Edit auf Single mit Kiss of Life als B-Seite veröffentlicht. Die A-Seite enthielt eine bearbeitete Version, bei der 76 Sekunden aus dem Intro entfernt wurden und die etwa 2 Sekunden früher ausgeblendet wurde. Die Single erreichte allerdings nicht die Charts. Ein Teil der Instrumentierung des Songs wurde in den Instrumentalstücken Under Lock and Key und At Night verwendet, die 1985 auf Gabriels Soundtrack-Album Birdy von Alan Parkers gleichnamigem Spielfilm erschienen. Peter nahm Wallflower mit einem orchestralen Arrangement für sein am 9. Oktober 2011 erschienenes Album New Blood neu auf. Für dieses arbeitete Gabriel wie auch bereits bei dem Cover-Album Scratch My Back von 2010 weiterhin mit dem neuseeländischen Komponisten John Metcalfe als Arrangeur zusammen. Eine Live-Aufnahme wurde am 23. und 24. März 2011 im Hammersmith Apollo im Londoner Stadtteil Hammersmith aufgenommen und dann schließlich am 23. April 2012 auf dem Livealbum Live Blood veröffentlicht. Bereits am 24. Oktober 2011 wurde die gleiche Live-Aufnahme in dem Konzertfilm New Blood: Live in London veröffentlicht.

## Hintergrund
Gabriel nahm ein Demo von Wallflower während der Aufnahmesitzungen zu seinem Album Peter Gabriel (Melt) von 1980 auf. Dieses Demo enthielt melodische Aspekte, die schließlich auf seiner gleichnamigen Veröffentlichung von 1982 verwendet wurden, obwohl die Entwicklung des Textes einige zusätzliche Zeit in Anspruch nahm. Nachdem Gabriel ursprünglich einen romantischen Text zur Begleitung der Instrumentierung von Wallflower in Erwägung gezogen hatte, ließ er sich stattdessen von der Arbeit für Menschenrechte von Amnesty International inspirieren. In einem Interview mit Alan Freeman erklärte Gabriel, dass er sich entschlossen habe, den Text an politischen Gefangenen, die aus Gewissensgründen inhaftiert wurden, zu orientieren, nachdem er eine Fernsehsendung von Amnesty International zu diesem Thema gesehen hatte. Der Song wurde später deswegen unter den Mitarbeitern von Amnesty International populär. Gabriel erwähnte bei Live-Aufführungen des Songs gelegentlich die Arbeit von Amnesty International.
Wallflower war der einzige Song von Gabriels gleichnamigem Album aus dem Jahr 1982, der nicht auf dem ersten World of Music, Arts and Dance (WOMAD)-Festival, das er 1980 mitbegründet hatte, vorab vorgestellt wurde. Er widmete den Song 2011 der Nichtregierungsorganisation International Bridges to Justice (IBJ), um die Organisation bei ihrem Einsatz für den Rechtsschutz in Entwicklungsländern, einschließlich des Rechts auf einen Anwalt, zu unterstützen.
Im Februar 2010 veröffentlichte Gabriel Scratch My Back, ein Album mit orchestralen Coverversionen von 12 verschiedenen Künstlern. Das Konzept dieses Projekts bestand darin, an einem Songtausch teilzunehmen; die Künstler, die Gabriel auf Scratch My Back coverte, sollten eine seiner eigenen Kompositionen für das Begleitalbum And I’ll Scratch Yours aufnehmen. Thom Yorke von der britischen Band Radiohead hatte Gabriel vor der Veröffentlichung von Scratch My Back kontaktiert, um sein Interesse zu bekunden, eine eigene Interpretation von Wallflower aufzunehmen, wenn Gabriel im Gegenzug Radioheads Song Street Spirit (Fade Out)  covert. In einem Podcast, der auf seiner Website veröffentlicht wurde, sagte Gabriel, dass er „sehr aufgeregt“ sei, ihre Interpretation von Wallflower zu hören. Es wurde also erwartet, dass Radiohead Wallflower von Peter Gabriels viertem Album mit dem Namen Peter Gabriel covern würden. Gabriel berichtete jedoch später in einem Interview im Guardian, dass Radiohead sich aus dem Projekt zurückgezogen hätten, nachdem sie seine Version ihres Songs Street Spirit (Fade Out) gehört hatten.
Gabriel hatte der Band vor der Veröffentlichung von Scratch My Back einen Code geschickt, mit dem sie auf das Cover von Street Spirit (Fade Out) zugreifen konnten; der Code lieferte Gabriel auch Informationen darüber, wie oft die Band den Song gestreamt hatte, was darauf hindeutete, dass sie ihn einmal angehört hatten. Obwohl Yorke behauptete, dass er sich Gabriels Cover von Street Spirit (Fade Out) nie angehört hatte, sagte Gabriel, dass die Band angeblich mit einigen der kreativen Freiheiten, die er sich mit dem Song nahm, unzufrieden war, was seiner Meinung nach zu Radioheads Entscheidung beitrug, Wallflower nicht zu covern. Als And I’ll Scratch Yours 2013 schließlich veröffentlicht wurde, war Wallflower nicht mehr in der Trackliste enthalten.

## Inhalt und Bedeutung
Textlich berührt Wallflower Menschenrechtsthemen, insbesondere die Behandlung von politischen Gefangenen.
Inspiriert wurde der Song durch ein Pamphlet von Amnesty International, das Gabriel las und das sich mit politischen Gefangenen in Lateinamerika befasste. „Er wurde mit Amnesty International im Hinterkopf geschrieben, mit Gefangenen aus Gewissensgründen, mit Menschen, die gefoltert werden“, sagte er in einem 2011 auf seiner Website veröffentlichten Video-Interview. Der Titel kommt im Liedtext nicht vor, der das Bild eines Gefangenen zeichnet, der in einer kleinen Zelle gefangen ist und Gefahr läuft, vergessen zu werden. Ein „Mauerblümchen“ ist normalerweise eine Person, die sich bei geselligen Zusammenkünften von anderen fernhält, typischerweise an einer Wand des Raumes bleibt und sich in die Szenerie einfügt. Gabriel verwendet in Wallflower den Begriff dafür, um jemanden zu beschreiben, der nicht die Möglichkeit hat, mit anderen Personen zu interagieren. Der Song baut sich allmählich auf, während Gabriel Worte der Ermutigung ausspricht und ermahnt: „hold on, hold on“ (=„Halte durch, halte durch.“). Das Lied hat zwar eine spezifische Inspiration, aber viele Fans finden, dass es sich auf ihre eigenen persönlichen Kämpfe bezieht.

## Musik
Der Song beginnt mit einer nachdenklich klingenden, gesampelten Flöte und Fairlight-Texturen und führt dann eine einfache und effektive melodische Linie ein, die durch Gabriels leidenschaftliche Gesangsleistung noch verstärkt wird. Wallflower ist ein langes Musikstück, bei 6:38 ist die Strophe nur mit Peter Gabriel am Gesang und E-Piano besetzt, das eine dramatische Melodie zeichnet. Um 2:30 baut sich der Song allmählich auf, mit einigen sporadischen Bassnoten und Schlagzeugschlägen, bevor er sich bei 3:42 wieder beruhigt. Im letzten Teil kommen Flöten- und Gitarren-Samples hinzu, und der Rhythmus wird mit dem ersten richtigen Einsatz von Jerry Marottas Begleitung am Schlagzeug schneller. Von Gabriel oft als „Klangskulptur“ bezeichnet, beweist David Rhodes auf diesem Stück erneut seine Vorliebe für Klangtexturen, indem er mit seiner Gitarre interessante „Geräusche“ erzeugt.

## Rezensionen
Adam Sweeting von dem britischen Musikmagazins Melody Maker beschrieb Wallflower als eine „Ode an politische Gefangene, politische Gefangene [und] jeden, der hinter Gittern sitzt“. Während Sweeting sagte, dass der Song „nicht schlecht gemacht“ sei, stellte er die Grandiosität der Komposition in Frage und glaubte, dass er eher als Eintrag in ein Tagebuch als eine kommerzielle Veröffentlichung für die Öffentlichkeit dienen würde. In seinem Buch Without Frontiers: The Life and Music of Peter Gabriel bezeichnete Daryl Easlea Wallflower als „eine von Gabriels schönsten und am meisten übersehenen Balladen“. Tim Bowness von dem US-amerikanischen Musikmagazin Louder beschrieb den Song als „hymnisches Highlight“ mit einer „klaustrophobischen und ergreifenden Gefangenen-Geschichte“.

## Nicht die Erde hat dich verschluckt
Von diesem Lied wurde wie von allen anderen Liedern des Albums Peter Gabriel (Security) eine deutschsprachige Version unter dem Titel Nicht die Erde hat dich verschluckt kreiert, die am 1. November 1982 auf dem Album Deutsches Album in Westdeutschland erschien. Gabriel singt darauf selbst den von Horst Königstein auf Deutsch übersetzten Text. Peter Gabriel arbeitete sorgfältig mit Horst Königstein zusammen, um sicherzustellen, dass der deutschsprachige Text mehr ist als eine einfache Übersetzung des englischsprachigen Originals. Die Sprache vermittelt nicht nur die Bedeutung und die beabsichtigte Bildsprache des ursprünglichen Songs, sondern ermöglicht es den Worten auch, zur Musikalität des Liedes beizutragen.

## Mitwirkende
(Quelle:)

### Musiker
- Larry Fast – Prophet 5-Synthesizer
- Peter Gabriel – Gesang, Begleitgesang, Stimmlaute, Piano, Fairlight CMI inklusive Swaneee, Exp 2
- Tony Levin – Bassgitarre
- David Lord – Piano, Fairlight CMI inklusive Swaneee, Exp 2
- Jerry Marotta – Schlagzeug
- David Rhodes – E-Gitarren

### Technisches Personal
- Ian Cooper – Mastering-Techniker
- Peter Gabriel – Produktion
- Mike King – Schnitt
- David Lord – Toningenieur, Produktion
- Neil Perry – Assistent des Toningenieurs